# Pipiolos

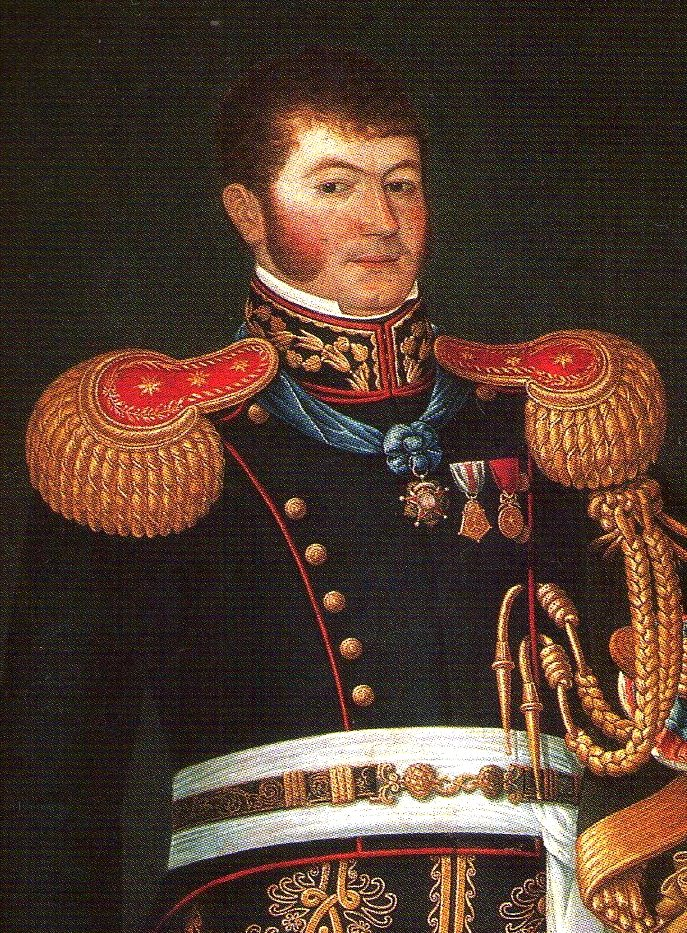
Ramón Freire, director supremo y presidente de Chile en varias ocasiones entre 1823 y 1827. Se transformó en el primer líder natural del bando pipiolo.

Pipiolo (idioma español: joven, ingenuo, sin experiencia) es una denominación coloquial, habitualmente despectiva, con el que se conocía en Chile durante la primera mitad del siglo XIX a los miembros del bando político liberal. Sus rivales conservadores, en tanto, eran llamados pelucones por los pipiolos.

## Origen
Sobre el origen del nombre, que en español significa simplemente "sin experiencia", circulan las siguientes versiones, que en todo caso no son contrapuestas.
La primera se refiere a un significado particular de la palabra, como viejo chilenismo actualmente en desuso:

...el apodo burlesco de pipiolos, voz provincial de Chile con que se designaba a los hombres sin posición fija, inquietos y movedizos.
Diego Barros Arana

La segunda versión se relaciona una escena costumbrista, supuestamente acontecida en Santiago.siglo XIX: 

El nombre de pipiolos se atribuye a los concurrentes de segundo y de tercer orden que asistían al café del español Barrios, situado en la calle de Ahumada. Acostumbraban jugar allí malilla los hombres de alguna consideración, y a los mirones o a los que pedían barato, les habían puesto por apodo el nombre de pipiolos, por relación al grito de pio pio con que los pollos parecen solicitar su grano... Cuando el que llegaba ordenaba al mozo alguna cosa de sustancia como jamón, chocolate o coñac, era pelucón; pero si pedía ponche o chicha, no podía ser sino pipiolo.
Benjamín Vicuña Mackenna

Como sea, el nombre hacía alusión a la participación en el bando liberal de ciudadanos sin mayores contactos en alta sociedad. Y a que este hecho era interpretado, por parte de sus adversarios, como una irrupción de advenedizos en temas que no les eran propios.
Este ataque sería después reinterpretado por los liberales en clave romántica:

...no pudo jamás imaginarse que una niña bien nacida se llegase a enamorar de un pobre diablo que, sobre no tener donde caerse muerto, era pipiolo por añadidura.
Daniel Barros Grez; novela Pipiolos y pelucones, 1876.

## Conformación del bando
La primera base social de este bando, que no estaba constituido orgánicamente como un partido político, fueron aquellos miembros de la aristocracia, funcionarios públicos y militares que durante la Independencia de Chile fueron más fervientes partidarios de la emancipación de país respecto del Imperio Español; los llamados patriotas exaltados.
Sus adversarios, los pelucones, o'higginistas y estanqueros (antiguos realistas y "patriotas moderados"), hacían diferencias entre dos tipos de pipiolos:
- Los pipiolos propiamente tales o pelejeanos, personas sin gran fortuna material; supuestos haraganes, tahúres y arribistas.

- Aquellos a quienes estaban dispuestos a denominar simplemente liberales; miembros de la alta sociedad, jóvenes ilustrados, viejos republicanos e intelectuales reformistas.

El primer gran líder de esta facción, una vez declarada la independencia, fue el general Ramón Freire, que se habría convertido en el adalid de lo que recientemente el historiador Gabriel Salazar ha bautizado como la "democracia de los pueblos";la lucha por el establecimiento de un sistema de mayores libertades públicas y la representación de las provincias. Dicho programa surgió en contra la centralización autoritaria del poder político nacional, primero por el gobierno de Bernardo O'Higgins, y luego por la búsqueda de la hegemonía política de la aristocracia castellano-vasca santiaguina y los grandes tratantes del comercio internacional chileno.

## En la oposición: activismo y organización partidista
-Señorita -decía Tronera a una de las niñas al tiempo de retirarse-, no he tenido tiempo de concluir mi brindis; pero volveré, si las balas de los pelucones me lo permiten. ¡Esto huele a peluconada!
Daniel Barros Grez; novela Pipiolos y pelucones, 1876

Tras la derrota sufrida por el liberalismo chileno en la Batalla de Lircay, los pipiolos comenzaron a ser duramente reprimidos, producto de la política de mano dura de Diego Portales. La implantación del estado de sitio, de consejos de guerra, fusilamientos sumarios y numerosos destierros postraron al bando en una difícil situación.
Los pipiolos, con el tiempo, se concentrarían en buscar la reforma de la nueva Constitución de 1833, que consideraban un cuerpo de legal autoritario, y en denunciar la intervención electoral oficial. 
El bando, reducido a la impotencia política por el poder total del gobierno, terminaría por auspiciar numerosas asonadas, motines y manifestaciones. Otras de sus bases doctrinales eran: la libertad de prensa, la libertad de circulación de libros, la libertad electoral, la abolición del mayorazgo y los privilegios sacerdotales, y la lucha contra la hegemonía moral de la Iglesia católica. Por entonces, ya numerosos artesanos circulaban entre las filas de los pipiolos. Posteriormente, en 1849, muchos pipiolos se agruparían en el Partido Liberal, pero otros terminarían en organizaciones más radicales como la Sociedad de la Igualdad, de Francisco Bilbao.
A estas alturas, los igualitarios ya comenzaban a marcar alguna distancia de la tradición pipiola:

Los pipiolos son los ricos que hace veinte años fueron desalojados del gobierno, y que son liberales porque hace veinte años están sufriendo el gobierno, sin haber gobernado ellos una sola hora. Son mucho más numerosos que los pelucones. Atrasados como los pelucones, creen que la revolución consiste en tomar la artillería, y echar a los pícaros, que están gobernando, fuera de las poltronas presidencial y ministerial, y gobernar ellos. Pero nada más, amigo Bilbao. Así piensan los pipiolos.
Santiago Arcos

## Algunospipiolos
Entre los principales activistas y simpatizantes del bando pipiolo se cuentan las siguientes personalidades:

### Militares
- Ramón Freire
- Francisco Antonio Pinto
- Pedro Ramón de Arriagada
- Jorge Beauchef
- Francisco de la Lastra
- José Manuel Borgoño
- Guillermo Tupper
- José Rondizzoni
- Enrique Castro
- Domingo Urrutia Vivanco

### Civiles
- Raúl Angulo Martínez
- Francisco Ramón Vicuña
- Carlos Rodríguez Erdoiza
- José Miguel Infante: hasta cierto punto, habitualmente calificado como federalista.
- Melchor de Santiago Concha
- Rafael Bilbao Beyner
- Pedro Chacón Morales
- Ángel Argüelles
- Alejandro Morales Lobo